# RB Leipzig
Pour les articles homonymes, voir Leipzig (homonymie).
Maillots
Actualités
Le RasenBallsport Leipzig, souvent abrégé RB Leipzig, est un club allemand de football basé à Leipzig et fondé en 2009 par le groupe Red Bull. L'équipe première joue ses matchs à domicile à la Red Bull Arena et évolue en Bundesliga.

## Histoire

### Création du RB Leipzig
La naissance du RB Leipzig est liée aux investissements sportifs Red Bull GmbH, dirigée par le milliardaire autrichien Dietrich Mateschitz. La société de boisson énergisante a déjà acquis deux clubs de football ; en Autriche (Red Bull Salzbourg, 2004) et aux États-Unis (New York Red Bulls, 2006), et avait prévu de se lancer dans le sport allemand en achetant un club déjà existant. Elle changerait alors les couleurs pour en faire les couleurs de la société et le nom. Franz Beckenbauer conseille à son ami Mateschitz d'acquérir une équipe à Leipzig. Cette ville de Saxe est l'une des plus traditionnelles du football en Allemagne et a un stade du nom de Zentralstadion (44 000 places) qui avait accueilli des matchs de la Coupe du monde 2006. La ville fait partie de l'ex-Allemagne de l'Est. En 2006, la société présente une offre pour le FC Sachsen Leipzig, autrefois champion de DDR-Oberliga (sous le nom de BSG Chemie Leipzig), mais qui, depuis les années 1990, fut relégué en quatrième division. Bien que les deux camps trouvent un accord, les fans de Chemie protestent et la Fédération allemande de football (DFB) s'oppose également à l'opération, car les lois allemandes ne permettent qu'une société achète un club à plus de 51 %. Par la suite, Red Bull entame des discussions avec les dirigeants du FC St. Pauli, Munich 1860 et Fortuna Düsseldorf, tous frustrés par le refus de leurs fans. Les options d'entrée en Allemagne de l'Ouest sont limitées par la tradition sportive, de sorte que les efforts redoublent pour Leipzig en 2008. En mai 2009, il est annoncé l'achat du SSV Markanstädt, un club de football amateurs à treize kilomètres de Leipzig pour 350 000 euros. Le club se nommera « RB Leipzig » avec les couleurs de Red Bull. Les statuts de la Fédération allemande de football ne permettant pas d'avoir le nom d'une entreprise dans son nom, le conseil d'administration décide de l'appeler RasenBallsport (en allemand, « sport de balle sur pelouse ») dont les initiales « RB » sont les mêmes que celle de l'entreprise. Le RB Leipzig rachète le Zentralstadion et le rebaptise Red Bull Arena. L'objectif de la société est d'être promu en Bundesliga dans les cinq à dix ans. Pour cela, Red Bull prévoit d'investir plus de 100 millions d'euros sur dix ans.

### Catégories régionales (2009-2013)
Le RB Leipzig est officiellement fondé le 19 mai 2009. Dans le cadre de l'accord, le SSV Markanstädt donne ses filiales et son staff technique : l'entraîneur du nouveau club est Tino Vogel, fils de l'international Eberhard Vogel. Étant donné que le RB Leipzig doit avoir au moins quatre sections d'équipes de jeunes, Red Bull doit reprendre contact avec le FC Sachsen Leipzig pour acquérir leurs équipes de jeunes. L'équipe est inscrite pour la saison 2009/10 de NOFV-Oberliga. Jusqu'à l'achèvement de la construction de la Red Bull Arena, le stade est le Stadion am Bad de Markanstädt avec 5 000 places. L'émergence du RB Leipzig est boycotté par Lokomotive Leipzig et les fans de Sachsen Leipzig, clubs historiques de la ville, et les premiers matches amicaux ont dû être annulés pour des raisons de sécurité. Cependant, son activité continue en douceur et grâce à une équipe de joueurs expérimentés dans les catégories nationales, le RB Leipzig monte en Regionalliga (quatrième division), avec 22 points d'avance sur le deuxième. Après la promotion, la société retourne ses filiales au SSV Markranstadt et prend le contrôle d'une petite équipe de septième division pour la convertir en « RB Leipzig II ». Le 24 juillet 2010, RB Leipzig joue à la Red Bull Arena un match amical contre Schalke 04. Alors que le RB Leipzig devait être préparé pour une rapide ascension, son temps en Regionalliga est plus long que prévu. Lors de la saison 2010-2011, Tomas Oral du FSV Francfort devient l'entraîneur et n'obtient qu'une quatrième place. Oral est remplacé par Peter Pacult, du Rapid Vienne, qui n'est pas satisfaisant. Lors de la saison 2011-2012, ils terminent seulement troisième et Pacult est limogé. En juin 2012, Red Bull embauche Ralf Rangnick, ancien de Schalke 04, en tant que directeur sportif du Red Bull Salzbourg et du RB Leipzig alors que Gérard Houllier prend en charge la direction générale du groupe sportif. Ils recrutent des jeunes qui ne dépassent pas 23 ans, 35 millions ont été investis pour cela. Alexander Zorniger devient entraîneur alors qu'il est jusque-là inconnu. Les changements donnent des résultats : ils sont champions de Regionalliga en 2012-2013, et montent donc en 3. Liga et remportent leur deuxième Coupe de Saxe.

### Ascension en Bundesliga (2014-2016)
La première saison nationale (3.Liga) du RB Leipzig a lieu en 2013-2014. Pour surmonter cette phase, la gestion sportive dépense plus de 2 millions d'euros sur de jeunes espoirs internationaux : Joshua Kimmich (VfB Stuttgart), Anthony Jung (FSV Francfort), Dominik Kaiser (1899 Hoffenheim) et le Danois Yussuf Poulsen (Lyngby BK), accompagné de Tim Sebastian, originaire de Leipzig et de l'attaquant Daniel Frahn. L'objectif est de recruter Fabio Coltorti, l'international suisse, et lors du mercato d'hiver, Georg Teigl qui arrive d'Autriche, formant le premier échange avec le Red Bull Salzbourg. Invaincu lors des quatorze dernières journées, le RB Leipzig est promu en 2. Bundesliga. La DFL accorde une licence pour le RB Leipzig en 2. Bundesliga sous trois conditions : modifier le logo, semblable au logo de Red Bull ; faciliter l'entrée de nouveaux membres et changer la composition de la directive pour les employés de Red Bull. Bien que Dietrich Mateschitz ait une première fois rejeté les conditions, les deux camps finissent par trouver accord et les Saxons peuvent monter. Pour la saison 2014-2015, Red Bull fait un investissement de 20 millions d'euros. Alors que Ralf Rangnick voulait Thomas Tuchel comme entraîneur, ce ne fut pas possible et Rangnick devient lui-même entraîneur. L'équipe termine cinquième, à huit points du match de barrage pour la promotion. Dans l'année 2015-2016, Rangnick investit massivement dans les jeunes joueurs : la société verse 8 millions d'euros pour Davie Selke du Werder Brême, plus de 5 millions pour Atınç Nukan du Beşiktaş JK et environ 3 millions pour Marcel Halstenberg du FC St. Pauli, bien qu'il ait été forcé de vendre Joshua Kimmich au Bayern Munich. De même, le Red Bull Salzbourg joue un rôle de « club satellite ». Grâce à ses tactiques à hauts risques et au jeu basé sur la vitesse, le RB Leipzig termine la saison à la deuxième place, et obtient donc la promotion en Bundesliga. Le RB Leipzig remplit donc son objectif initial à temps.

### Un pilier allemand (depuis 2016)
Pour ses débuts en Bundesliga, Rangnick préfère se concentrer sur la direction et engage Ralph Hasenhüttl de FC Ingolstadt 04, révélation de la saison précédente. L'ex-Allemagne de l'Est n'avait pas eu un club dans l'élite allemande depuis Energie Cottbus en 2008/09. Pour sa première saison dans l'élite, le club crée la surprise en enchainant les victoires, talonnant ainsi le Bayern Munich, jusqu'alors maître incontesté. Le RB Leipzig termine alors deuxième du championnat (à quinze points du Bayern Munich) notamment grâce au jeune attaquant allemand Timo Werner, auteur de 21 buts. Cette place permet au club de se qualifier directement pour la phase de poules de la Ligue des champions. 
Lors de la saison 2017-2018, le club termine troisième de son groupe et est relégué en Ligue Europa, où il affronte Naples (victoire 3-1 à l'aller, défaite 2-0 au retour), puis le Zénith Saint-Petersbourg en huitièmes de finale (victoire 2-1 à l'aller, nul 1-1 au retour) avant d'être éliminé en quarts de finale de la compétition par l'Olympique de Marseille (1-0 à l'aller ; 2-5 au retour). Il finit également 6e en championnat et se qualifie donc pour le 2e tour préliminaire de la prochaine Ligue Europa. En effet, l'Eintracht Francfort s'est qualifié directement pour la phase de groupes de la Ligue Europa en remportant la Coupe d'Allemagne de football 2017-2018 (2-1 contre le Borussia Dortmund) et libère donc une place supplémentaire en tour préliminaire pour le 6eme du championnat.
La saison 2018-2019, le club ne parviendra même pas en 16es de finale de la Ligue Europa, éliminé directement en phase de groupes, le club atteindra toutefois la 3e place du championnat, et atteindra la finale de la Coupe d'Allemagne (défaite 3-0 contre le Bayern Munich).
La saison 2019-2020 reste la plus belle saison du club en Ligue des champions, le club tombe contre l'OL, le Zénith et le Benfica et joue dans le Groupe G. Le club débute d'abord par une victoire 2-1 face au Benfica le 17 septembre 2019, mais perd ensuite 2-0 à domicile contre Lyon, puis enchaîne deux victoires contre le Zénith Saint-Petersbourg (2-1 à l'aller, 2-0 au retour), et a failli perdre contre le Benfica lors de la 5e journée, menés 2-0 à l'issue du temps réglementaire Emil Forsberg inscrira deux buts dans les arrêts de jeu et qualifiera Leipzig pour les huitièmes de finale, le club finit ensuite par un nul contre Lyon 2-2, en huitièmes de finale le club parvient à éliminer Tottenham (victoire 1-0 à l'aller; 3-0 au retour) mais son rêve s'interrompt à cause de la pandémie de Covid-19, il reprend finalement le 16 mai 2020 en championnat et finit 3e permettant toutefois de se qualifier pour la prochaine Ligue des champions en phase de groupes, le club reprend finalement sa tournée européenne le 13 août 2020 face à l'Atlético Madrid (tombeur du tenant du titre Liverpool, 1-0 à l'aller; 3-2 au retour), Leipzig gagne 2-1. Le club s'incline cependant en demi-finales contre le Paris Saint-Germain sur le score de 3 à 0.
Le RBL démarre sa saison 2020-2021 en trombe, prenant la tête de la Bundesliga dès la mi-octobre avec trois victoires et un match nul. Le club essuie son premier revers en championnat fin octobre sur la pelouse du Borussia Mönchengladbach (0-1) mais reste troisième à deux points des deux favoris, le Bayern Munich et le Borussia Dortmund avec quatre victoires, un nul et une défaite après six matchs disputés. Dans le groupe H de Ligue des champions, Leipzig affiche un bilan correct de deux victoires et une défaite à l'issue des matchs aller de la phase de poules, deux succès acquis à domicile contre Istanbul (2-0) et le PSG (2-1) – dans ce qui constituait une revanche de la demi-finale perdue par les Allemands en août dernier et où le gardien Péter Gulácsi s'est illustré en réalisant une parade déterminante sur le penalty d'Ángel Di María au quart d'heure de jeu – entrecoupés d'une lourde défaite à l'extérieur contre Manchester United (0-5). Éliminé en huitièmes de finale de la ligue des champions et deuxième du classement final de la Buli, Leipzig accepte de céder au champion le Bayern de Munich son entraîneur Julian Nagelsmann.
La saison 2024-25 est celle de la descente aux enfers pour Leipzig, après 6 rencontres de phase de ligue en Ligue des Champions, Leipzig est officiellement éliminé en ayant perdu ces 6 rencontres.

## Identité du club

### Couleurs
Les couleurs du RB Leipzig sont le blanc et le rouge, à savoir les couleurs de Red Bull.

### Image péjorative
Le RB Leipzig souffre d'une image très négative en Allemagne. Clark Whitney, journaliste spécialiste du football allemand explique pourquoi : « les fans allemands sont très attachés à leur équipe, leurs couleurs et leur histoire ». Des traditions qui font défaut au RBL, club artificiel dont le succès ne tient qu’aux billets verts injectés par Red Bull. « Pour ces fans, Leipzig est un club en "plastique" et représente une menace pour la culture allemande ».
En Allemagne, on oppose à ces clubs en « plastique » les Traditionsverein. Ce sont des clubs historiques, dont le succès s’est construit petit à petit, et qui jouissent d’un soutien populaire énorme, qu’importent les résultats. Des clubs aux antipodes du RB Leipzig. La liste des Traditionsverein est longue : le Borussia Dortmund, FC Cologne, Werder Brême… Les fans de ces clubs sont à la pointe de la lutte contre le RBL. Ute[Qui ?] regrette le manque de ferveur des fans de Leipzig, attirés uniquement par les perspectives de succès. « Si Red Bull arrêtait son soutien financier, ces supporters comprendraient que le football n’est pas qu’une question d’argent. C’est de la passion, lorsque vous frissonnez dans les tribunes en chantant pour votre club ».
Depuis 2009, les actions des fans contre le RBL se sont multipliées. De nombreux supporters boycottent les déplacements de leur équipe à Leipzig et il existe un groupe « Nein zu RB » rassemblant tous les opposants au projet. Mais d’autres voix bien plus violentes descendent des tribunes allemandes. De nombreux fans ont déployé des banderoles contre le club, certains furent sanctionnés (ex : le Borussia Dortmund). En 2015, les fans de l’Erzgebirge Aue ont déployé une banderole comparant Dietrich Mateschitz à un nazi. En 2016, les supporters du Dynamo Dresde ont balancé une tête de taureau tranchée en bas de leur tribune, symbole de leur mépris envers Red Bull. En plus d’être un club dépourvu de traditions et dopé par les investissements d’un mécène, le RB Leipzig est accusé de n’être qu’un panneau publicitaire de Red Bull. « La première chose qu’a fait Mateschitz, c’est changer le nom et les couleurs du club. Même le nouveau stade a été renommé Red Bull Stadion », déclare Ute. Le logo est quasiment le même que celui de la marque Red Bull.

## Bilan sportif

### Palmarès
| Compétitions nationales | Compétitions internationales                                                           | Compétitions régionales |
| - Championnat d'Allemagne : - Vice-champion : 2017 et 2021. - Championnat d'Allemagne D2 : - Vice-champion : 2016. - Championnat d'Allemagne D3 : - Vice-champion : 2014. - Coupe d'Allemagne (2) : - Vainqueur : 2022 et 2023 - Finaliste : 2019 et 2021 - Supercoupe d'Allemagne (1) : - Vainqueur : 2023 - Finaliste : 2022 | - Ligue des champions : - Demi-finaliste : 2020 - Ligue Europa - Demi-finaliste : 2022 | - Regionalliga Nord-Est : - Champion : 2013. - Oberliga Nord-Est : - Champion : 2010. - Coupe de Saxe : - Vainqueur : 2011 et 2013. |

### Bilan par saison
| Saison    | Championnat | Championnat | Championnat | Championnat | Championnat | Championnat | Championnat | Championnat | Championnat | Championnat | Coupe d'Allemagne   | Coupe d'Europe | Coupe d'Europe       | Affluence |
| Saison    | Division    | Pos         | Pts         | J           | V           | N           | D           | BP          | BC          | Diff        | Coupe d'Allemagne   | C              | Résultat             | Affluence |
| --------- | ----------- | ----------- | ----------- | ----------- | ----------- | ----------- | ----------- | ----------- | ----------- | ----------- | ------------------- | -------------- | -------------------- | --------- |
| 2009-2010 | 5e          | 1er         | 80          | 30          | 26          | 2           | 2           | 74          | 17          | +57         | —                   | —              | —                    | 2 150     |
| 2010-2011 | 4e          | 4e          | 64          | 34          | 18          | 10          | 6           | 57          | 29          | +28         | —                   | —              | —                    | 4 206     |
| 2011-2012 | 4e          | 3e          | 73          | 34          | 22          | 7           | 5           | 71          | 30          | +41         | Deuxième tour       | —              | —                    | 7 401     |
| 2012-2013 | 4e          | 1er         | 72          | 30          | 21          | 9           | 0           | 65          | 22          | +33         | —                   | —              | —                    | 7 563     |
| 2013-2014 | 3e          | 2e          | 79          | 38          | 24          | 7           | 7           | 65          | 34          | +31         | Premier tour        | —              | —                    | 16 734    |
| 2014-2015 | 2e          | 5e          | 50          | 34          | 13          | 11          | 10          | 39          | 31          | +8          | Huitièmes de finale | —              | —                    | 25 025    |
| 2015-2016 | 2e          | 2e          | 67          | 34          | 20          | 7           | 7           | 54          | 32          | +22         | Deuxième tour       | —              | —                    | 29 441    |
| 2016-2017 | 1re         | 2e          | 67          | 34          | 20          | 7           | 7           | 66          | 39          | +27         | Premier tour        | —              | —                    | 41 454    |
| 2017-2018 | 1re         | 6e          | 53          | 34          | 15          | 8           | 11          | 57          | 53          | +4          | Deuxième tour       | C1             | Phase de groupes     | 39 397    |
| 2017-2018 | 1re         | 6e          | 53          | 34          | 15          | 8           | 11          | 57          | 53          | +4          | Deuxième tour       | C3             | Quarts de finale     | 39 397    |
| 2018-2019 | 1re         | 3e          | 66          | 34          | 19          | 9           | 6           | 63          | 29          | +34         | Finale              | C3             | Phase de groupes     | 38 380    |
| 2019-2020 | 1re         | 3e          | 66          | 34          | 18          | 12          | 4           | 81          | 37          | +44         | Huitième de finale  | C1             | Demi-finales         | 28 806    |
| 2020-2021 | 1re         | 2e          | 65          | 34          | 19          | 8           | 7           | 60          | 32          | +28         | Finale              | C1             | Huitièmes de finale  | 1 059     |
| 2021-2022 | 1re         | 4e          | 58          | 34          | 17          | 7           | 10          | 72          | 37          | +35         | Vainqueur           | C1             | Phase de groupes     | 22 124    |
| 2021-2022 | 1re         | 4e          | 58          | 34          | 17          | 7           | 10          | 72          | 37          | +35         | Vainqueur           | C3             | Demi-finales         | 22 124    |
| 2022-2023 | 1re         | 3e          | 66          | 34          | 20          | 6           | 8           | 64          | 41          | +23         | Vainqueur           | C1             | Huitièmes de finale  | 45 643    |
| 2023-2024 | 1re         | 4e          | 65          | 34          | 19          | 8           | 7           | 77          | 39          | +38         | Deuxième tour       | C1             | Huitièmes de finale  | 45.175    |
| 2024-2025 | 1re         | 7e          | 51          | 34          | 13          | 12          | 9           | 53          | 48          | +5          | Demi-finale         | C1             | Phase de ligue (32e) | 44 595    |

1. ↑  40 809 spectateurs en moyenne avant les matchs à huis clos du fait de la pandémie de Covid-19.
2. ↑  La majorité des matchs ont été joués à huis clos du fait de la pandémie de Covid-19.
3. ↑  La majorité des matchs de la première moitié de saison ont été joués à huis clos du fait de la pandémie de Covid-19.

Légende
- Champion ou vainqueur de la compétition
- Deuxième ou finaliste de la compétition
- Troisième de la compétition
- Promotion en division supérieure
- Relégation en division inférieure

### Bilan européen
Le RB Leipzig prend part à sa première compétition européenne en 2017 en se qualifiant pour la Ligue des champions en tant que vice-champion d'Allemagne, seulement huit ans après sa création. Directement qualifié pour la phase de groupes, le club est placé au sein de la poule G en compagnie de l'AS Monaco, du Beşiktaş JK et du FC Porto. Avec un bilan de deux victoires pour un match nul et trois défaites, il termine troisième du groupe et est repêché lors de la phase finale de la Ligue Europa. Il y effectue un parcours notable, éliminant le SSC Naples puis le Zénith Saint-Pétersbourg lors des deux premiers tours avant de finalement tomber face à l'Olympique de Marseille au stade des quarts de finale.
Terminant sixième du championnat allemand l'année suivante, Leipzig est cette fois qualifié pour la deuxième tour de qualification de la Ligue Europa. Passant les trois tours de qualification pour entrer dans la phase de groupes, il se trouve cette fois tiré dans la poule B en compagnie du Celtic Glasgow, du Rosenborg BK, mais aussi et surtout du Red Bull Salzbourg, auquel il est lié de par leur sponsor commun Red Bull. La campagne du club s'arrête cependant à ce stade, subissant trois défaites, dont deux contre Salzbourg, et ne remportant que deux matchs ; l'équipe concède de plus lors de la dernière journée un match nul à domicile 1-1 contre Rosenborg en fin de rencontre, ce qui a pour conséquence de la classer finalement à la troisième position et d'être éliminée de la compétition.
Après avoir assuré la troisième place de Bundesliga en 2019, le club se qualifie à nouveau pour la Ligue des champions et intègre directement la phase de groupes dans laquelle il termine premier avec trois victoires pour deux matchs nuls et une défaite, ce qui lui permet d'accéder à la phase finale. Par la suite vainqueur successivement de Tottenham Hotspur puis de l'Atlético Madrid, il atteint ainsi les demi-finales de la compétition où il est finalement éliminé par le Paris Saint-Germain. Leipzig enchaîne une nouvelle participation à la Ligue des champions la saison suivante et termine cette fois second d'un groupe constitué du Paris Saint-Germain, Manchester United et l'Istanbul Başakşehir. Son parcours s'achève cependant au stade des huitièmes de finale où il est battu deux fois par Liverpool sur le score de 2-0.
Qualifié une nouvelle fois pour la Ligue des champions 2021-2022 en qualité de vice-champion d'Allemagne, Leipzig tombe dans une poule compliquée composée de Manchester City et du Paris Saint-Germain, récents finalistes de la compétition, ainsi que du Club Bruges. Le club termine troisième avec deux victoires et un nul et est repêché en Ligue Europa. Après avoir battu les Espagnols de la Real Sociedad lors des barrages, la disqualification du Spartak Moscou dans le contexte de l'invasion de l'Ukraine par la Russie permet à Leipzig de se qualifier directement pour les quarts de finale. Il élimine à ce stade l'Atalanta Bergame mais finit par tomber lors des demi-finales face à l'équipe écossaise des Rangers, subissant notamment un revers 3-1 au match retour à l'extérieur malgré un succès 1-0 à l'aller.

#### Résultats
Légende
- Victoire ou qualification pour le tour suivant
- Match nul
- Défaite ou élimination de la compétition

Note : dans les résultats ci-dessous, le score du club est toujours donné en premier.
| Saison    | Compétition         | Tour                | Club                     | Domicile              | Extérieur             | Total                 |
| --------- | ------------------- | ------------------- | ------------------------ | --------------------- | --------------------- | --------------------- |
| 2017-2018 | Ligue des champions | Groupe G            | AS Monaco                | 1 - 1                 | 4 - 1                 | Troisième             |
| 2017-2018 | Ligue des champions | Groupe G            | Beşiktaş JK              | 1 - 2                 | 0 - 2                 | Troisième             |
| 2017-2018 | Ligue des champions | Groupe G            | FC Porto                 | 3 - 2                 | 1 - 3                 | Troisième             |
| 2017-2018 | Ligue Europa        | Seizièmes de finale | SSC Naples               | 0 - 2                 | 3 - 1                 | 3E - 3                |
| 2017-2018 | Ligue Europa        | Huitièmes de finale | Zénith Saint-Pétersbourg | 2 - 1                 | 1 - 1                 | 3 - 2                 |
| 2017-2018 | Ligue Europa        | Quarts de finale    | Olympique de Marseille   | 1 - 0                 | 2 - 5                 | 3 - 5                 |
| 2018-2019 | Ligue Europa        | Deuxième tour Q     | BK Häcken                | 4 - 0                 | 1 - 1                 | 5 - 1                 |
| 2018-2019 | Ligue Europa        | Troisième tour Q    | CSU Craiova              | 3 - 1                 | 1 - 1                 | 4 - 2                 |
| 2018-2019 | Ligue Europa        | Barrages Q          | Zorya Louhansk           | 3 - 2                 | 0 - 0                 | 3 - 2                 |
| 2018-2019 | Ligue Europa        | Groupe B            | Celtic FC                | 2 - 0                 | 1 - 2                 | Troisième             |
| 2018-2019 | Ligue Europa        | Groupe B            | Rosenborg BK             | 1 - 1                 | 3 - 1                 | Troisième             |
| 2018-2019 | Ligue Europa        | Groupe B            | Red Bull Salzbourg       | 2 - 3                 | 0 - 1                 | Troisième             |
| 2019-2020 | Ligue des champions | Groupe G            | Zénith Saint-Pétersbourg | 2 - 1                 | 2 - 0                 | Premier               |
| 2019-2020 | Ligue des champions | Groupe G            | Benfica Lisbonne         | 2 - 2                 | 2 - 1                 | Premier               |
| 2019-2020 | Ligue des champions | Groupe G            | Olympique lyonnais       | 0 - 2                 | 2 - 2                 | Premier               |
| 2019-2020 | Ligue des champions | Huitièmes de finale | Tottenham Hotspur        | 3 - 0                 | 1 - 0                 | 4 - 0                 |
| 2019-2020 | Ligue des champions | Quarts de finale    | Atlético de Madrid       | 2 - 1                 | 2 - 1                 | 2 - 1                 |
| 2019-2020 | Ligue des champions | Demi-finales        | Paris Saint-Germain      | 0 - 3                 | 0 - 3                 | 0 - 3                 |
| 2020-2021 | Ligue des champions | Groupe H            | Paris Saint-Germain      | 2 - 1                 | 0 - 1                 | Deuxième              |
| 2020-2021 | Ligue des champions | Groupe H            | Manchester United        | 3 - 2                 | 0 - 5                 | Deuxième              |
| 2020-2021 | Ligue des champions | Groupe H            | Istanbul Başakşehir      | 2 - 0                 | 4 - 3                 | Deuxième              |
| 2020-2021 | Ligue des champions | Huitièmes de finale | Liverpool FC             | 0 - 2                 | 0 - 2                 | 0 - 4                 |
| 2021-2022 | Ligue des champions | Groupe A            | Manchester City          | 2 - 1                 | 3 - 6                 | Troisième             |
| 2021-2022 | Ligue des champions | Groupe A            | Paris Saint-Germain      | 2 - 2                 | 2 - 3                 | Troisième             |
| 2021-2022 | Ligue des champions | Groupe A            | Club Bruges              | 1 - 2                 | 5 - 0                 | Troisième             |
| 2021-2022 | Ligue Europa        | Barrages            | Real Sociedad            | 2 - 2                 | 3 - 1                 | 5 - 3                 |
| 2021-2022 | Ligue Europa        | Huitièmes de finale | Spartak Moscou           | Vainqueur par forfait | Vainqueur par forfait | Vainqueur par forfait |
| 2021-2022 | Ligue Europa        | Quarts de finale    | Atalanta Bergame         | 1 - 1                 | 2 - 0                 | 3 - 1                 |
| 2021-2022 | Ligue Europa        | Demi-finales        | Rangers FC               | 1 - 0                 | 1 - 3                 | 2 - 3                 |
| 2022-2023 | Ligue des champions | Groupe F            | Real Madrid              | 3 - 2                 | 0 - 2                 | Deuxième              |
| 2022-2023 | Ligue des champions | Groupe F            | Chakhtar Donetsk         | 1 - 4                 | 4 - 0                 | Deuxième              |
| 2022-2023 | Ligue des champions | Groupe F            | Celtic FC                | 3 - 1                 | 2 - 0                 | Deuxième              |
| 2022-2023 | Ligue des champions | Huitièmes de finale | Manchester City          | 1 - 1                 | 0 - 7                 | 1 - 8                 |
| 2023-2024 | Ligue des champions | Groupe G            | Manchester City          | 1 - 3                 | 2 - 3                 | Deuxième              |
| 2023-2024 | Ligue des champions | Groupe G            | Étoile rouge de Belgrade | 3 - 1                 | 2 - 1                 | Deuxième              |
| 2023-2024 | Ligue des champions | Groupe G            | BSC Young Boys           | 2 - 1                 | 3 - 1                 | Deuxième              |
| 2023-2024 | Ligue des champions | Huitièmes de finale | Real Madrid              | 0 - 1                 | 1 - 1                 | 1 - 2                 |
| 2024-2025 | Ligue des champions | Phase de ligue      | Atlético de Madrid       | N/A                   | 1 - 2                 | 32e                   |
| 2024-2025 | Ligue des champions | Phase de ligue      | Juventus FC              | 2 - 3                 | N/A                   | 32e                   |
| 2024-2025 | Ligue des champions | Phase de ligue      | Liverpool FC             | 0 - 1                 | N/A                   | 32e                   |
| 2024-2025 | Ligue des champions | Phase de ligue      | Celtic FC                | N/A                   | 1 - 3                 | 32e                   |
| 2024-2025 | Ligue des champions | Phase de ligue      | Inter Milan              | N/A                   | 0 - 1                 | 32e                   |
| 2024-2025 | Ligue des champions | Phase de ligue      | Aston Villa              | 2 - 3                 | N/A                   | 32e                   |
| 2024-2025 | Ligue des champions | Phase de ligue      | Sporting CP              | 2 - 1                 | N/A                   | 32e                   |
| 2024-2025 | Ligue des champions | Phase de ligue      | Sturm Graz               | N/A                   | 0 - 1                 | 32e                   |

1. ↑  Le Spartak Moscou est suspendu de la Ligue Europa par l'UEFA le 28 février 2022 en réaction à l'invasion de l'Ukraine par la Russie. Le RB Leipzig est de ce fait qualifié automatiquement pour les quarts de finale[23].

## Personnalités du club

### Entraîneurs
| Rang | Nom                | Période   |
| 1    | Tino Vogel         | 2009-2010 |
| 2    | Tomas Oral         | 2010-2011 |
| 3    | Peter Pacult       | 2011-2012 |
| 4    | Alexander Zorniger | 2012-2015 |
| 5    | Achim Beierlorzer  | 2015      |
| 6    | Ralf Rangnick      | 2015-2016 |
| 7    | Ralph Hasenhüttl   | 2016-2018 |
| 8    | Ralf Rangnick      | 2018-2019 |

| Rang | Nom               | Période   |
| 9    | Julian Nagelsmann | 2019-2021 |
| 10   | Jesse Marsch      | 2021      |
| 11   | Domenico Tedesco  | 2021-2022 |
| 12   | Marco Rose        | 2022-2025 |
| 13   | Zsolt Lőw         | 2025      |
| 14   | Ole Werner        | 2025-     |

### Joueurs emblématiques
| Rang | Nom                | Matchs | Buts | Période               |
| ---- | ------------------ | ------ | ---- | --------------------- |
| 1er  | Yussuf Poulsen     | 511    | 110  | 2013-2025             |
| 2e   | Emil Forsberg      | 325    | 71   | 2015 – 2024           |
| 3e   | Willi Orban        | 310    | 28   | Depuis 2015           |
| 4e   | Péter Gulácsi      | 302    | 0    | Depuis 2015           |
| 5e   | Lukas Klostermann  | 291    | 14   | Depuis 2014           |
| 6e   | Kevin Kampl        | 246    | 9    | Depuis 2017           |
| 7e   | Marcel Halstenberg | 240    | 16   | 2015 – 2023           |
| 8e   | Marcel Sabitzer    | 229    | 52   | 2014 – 2021           |
| 9e   | Diego Demme        | 214    | 2    | 2013 – 2020           |
| 10e  | Timo Werner        | 213    | 113  | 2016 – 2020 et 2022 – |

| Rang | Nom                | Buts | Période               |
| ---- | ------------------ | ---- | --------------------- |
| 1er  | Timo Werner        | 113  | 2016 – 2020 et 2022 – |
| 2e   | Yussuf Poulsen     | 110  | 2013 - 2025           |
| 3e   | Daniel Frahn (en)  | 87   | 2010 – 2015           |
| 4e   | Emil Forsberg      | 71   | 2015 – 2024           |
| 5e   | Christopher Nkunku | 70   | 2019 – 2023           |
| 6e   | Marcel Sabitzer    | 52   | 2015 – 2021           |
| 7e   | Dominik Kaiser     | 34   | 2012 – 2018           |
| 8e   | Dani Olmo          | 29   | 2020 – 2024           |
| 9e   | Loïs Openda        | 28   | Depuis 2023           |
| 10e  | Willi Orban        | 27   | Depuis 2015           |

| Rang | Nom                 | But C1 | But C3 | But Total | Période            |
| ---- | ------------------- | ------ | ------ | --------- | ------------------ |
| 1e   | Christopher Nkunku  | 11     | 4      | 15        | 2019–2023          |
| 2e   | Emil Forsberg       | 11     | 3      | 14        | 2015–2024          |
| 3e   | Timo Werner         | 9      | 4      | 13        | 2016–2020 et 2022– |
| 4e   | Jean-Kévin Augustin | 1      | 6      | 7         | 2017–2019          |
| 5e   | André Silva         | 6      | 1      | 7         | Depuis 2021        |
| 6e   | Matheus Cunha       | 0      | 6      | 6         | 2018–2020          |
| 7e   | Bruma               | 0      | 5      | 5         | 2017–2019          |
| 8e   | Loïs Openda         | 5      | 0      | 5         | Depuis 2023        |
| 9e   | Benjamin Šeško      | 5      | 0      | 5         | Depuis 2023        |
| 10e  | Marcel Sabitzer     | 4      | 1      | 5         | 2015–2021          |

### Effectif professionnel actuel
Le premier tableau liste l'effectif professionnel du RB Leipzig pour la saison 2025-2026. Le second recense les prêts effectués par le club lors de cette même saison.
En grisé, les sélections de joueurs internationaux chez les jeunes mais n'ayant jamais été appelés aux échelons supérieurs une fois l'âge-limite dépassé ou les joueurs ayant pris leur retraite internationale.

## Aspects juridiques et économiques

### Aspects économiques

#### Éléments comptables
Le tableau ci-dessous résume les différents budgets prévisionnels du RB Leipzig saison après saison. 
| Saison | 2016-2017 | 2017-2018 | 2018-2019 | 2019-2020 |
| Budget | 79 M€     | 110 M€    | N.C       | 207 M€    |

#### Transferts les plus chers
| Rang | Année | Nom                   | Montant  | Provenance          |
| ---- | ----- | --------------------- | -------- | ------------------- |
| 1er  | 2016  | Naby Keïta            | 29,75 M€ | RB Salzbourg        |
| 2e   | 2023  | Christoph Baumgartner | 27 M€    | TSG Hoffenheim      |
| 3e   | 2021  | André Silva           | 23 M€    | Eintracht Francfort |
| 4e   | 2016  | Timo Werner           | 22,2 M€  | VfB Stuttgart       |
| 5e   | 2020  | Dani Olmo             | 22 M€    | Dinamo Zagreb       |
| 6e   | 2021  | Dominik Szoboszlai    | 22 M€    | RB Salzbourg        |
| 7e   | 2017  | Kevin Kampl           | 20 M€    | Bayer 04 Leverkusen |
| 8e   | 2020  | Alexander Sørloth     | 20 M€    | Crystal Palace      |
| 9e   | 2022  | Timo Werner           | 20 M€    | Chelsea FC          |
| 10e  | 2019  | Amadou Haidara        | 19 M€    | RB Salzbourg        |

| Rang | Année | Nom                | Montant | Destination             |
| ---- | ----- | ------------------ | ------- | ----------------------- |
| 1er  | 2023  | Joško Gvardiol     | 90 M€   | Manchester City         |
| 2e   | 2023  | Dominik Szoboszlai | 70 M€   | Liverpool FC            |
| 3e   | 2023  | Christopher Nkunku | 60 M€   | Chelsea FC              |
| 4e   | 2018  | Naby Keïta         | 60 M€   | Liverpool FC            |
| 5e   | 2020  | Timo Werner        | 53 M€   | Chelsea FC              |
| 6e   | 2021  | Dayot Upamecano    | 42,5 M€ | Bayern Munich           |
| 7e   | 2021  | Ibrahima Konaté    | 40 M€   | Liverpool FC            |
| 8e   | 2020  | Matheus Cunha      | 18 M€   | Hertha Berlin           |
| 9e   | 2022  | Hwang Hee-chan     | 16,7 M€ | Wolverhampton Wanderers |
| 10e  | 2017  | Oliver Burke       | 15,2 M€ | West Bromwich Albion    |